# Machilus balansae
Machilus balansae är en lagerväxtart som först beskrevs av Airy Shaw, och fick sitt nu gällande namn av F.N.Wei & S.C.Tang. Machilus balansae ingår i släktet Machilus och familjen lagerväxter. Inga underarter finns listade i Catalogue of Life.